# Église Notre-Dame de Béhuard
L'église Notre-Dame est une église située à Béhuard, en France.

## Localisation
L'église est située dans le département français de Maine-et-Loire, au centre du bourg de l'île-commune de Béhuard.

## Historique
L'histoire de cette église commence avec l'évêque d’Angers du Ve siècle, saint Maurille (437), qui fait placer une statue de la Vierge Marie sur le rocher. Cela remonte donc au tout début du culte marial quand la vénération des éléments et notamment de l'eau ou des divinités féminines est remplacée, aux mêmes lieux, par le culte de la Vierge. L'île porte alors le nom d'« Île Marie ».
L'île prend son nom actuel au XIe siècle, en souvenir du chevalier Buhard qui fait don de l’île, avec son rocher et son petit oratoire, à l’abbaye Saint-Nicolas d’Angers.
L'église actuelle date du XVe siècle ; elle est édifiée à l'initiative du roi Louis XI qui, à la suite d'un sauvetage miraculeux de la noyade dans les eaux de la Charente, fait le vœu de construire une église sur le seul rocher de l'île. Ce sanctuaire est construit en 1469.
L'édifice est classé au titre des monuments historiques en 1862.

## Description
L'église est bâtie sur un rocher visible à l'intérieur même du bâtiment. Au nord de ce rocher se dresse une statue de la vierge. L'église présente la particularité d'avoir une double nef en équerre. On accède à l'église par un escalier qui débouche dans la nef la plus récente.

Vues générales
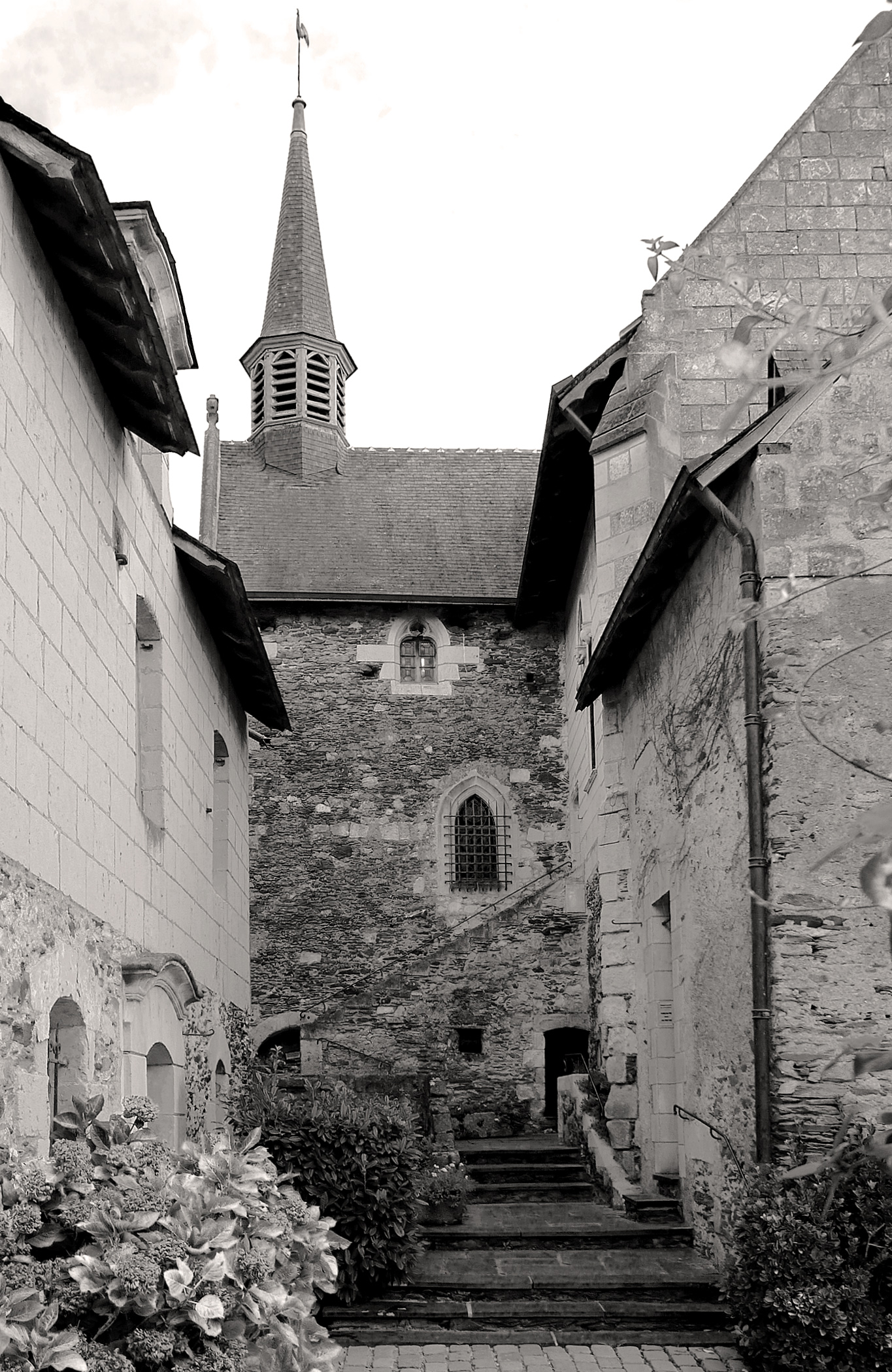
Vue ouest avec escalier d'accès.
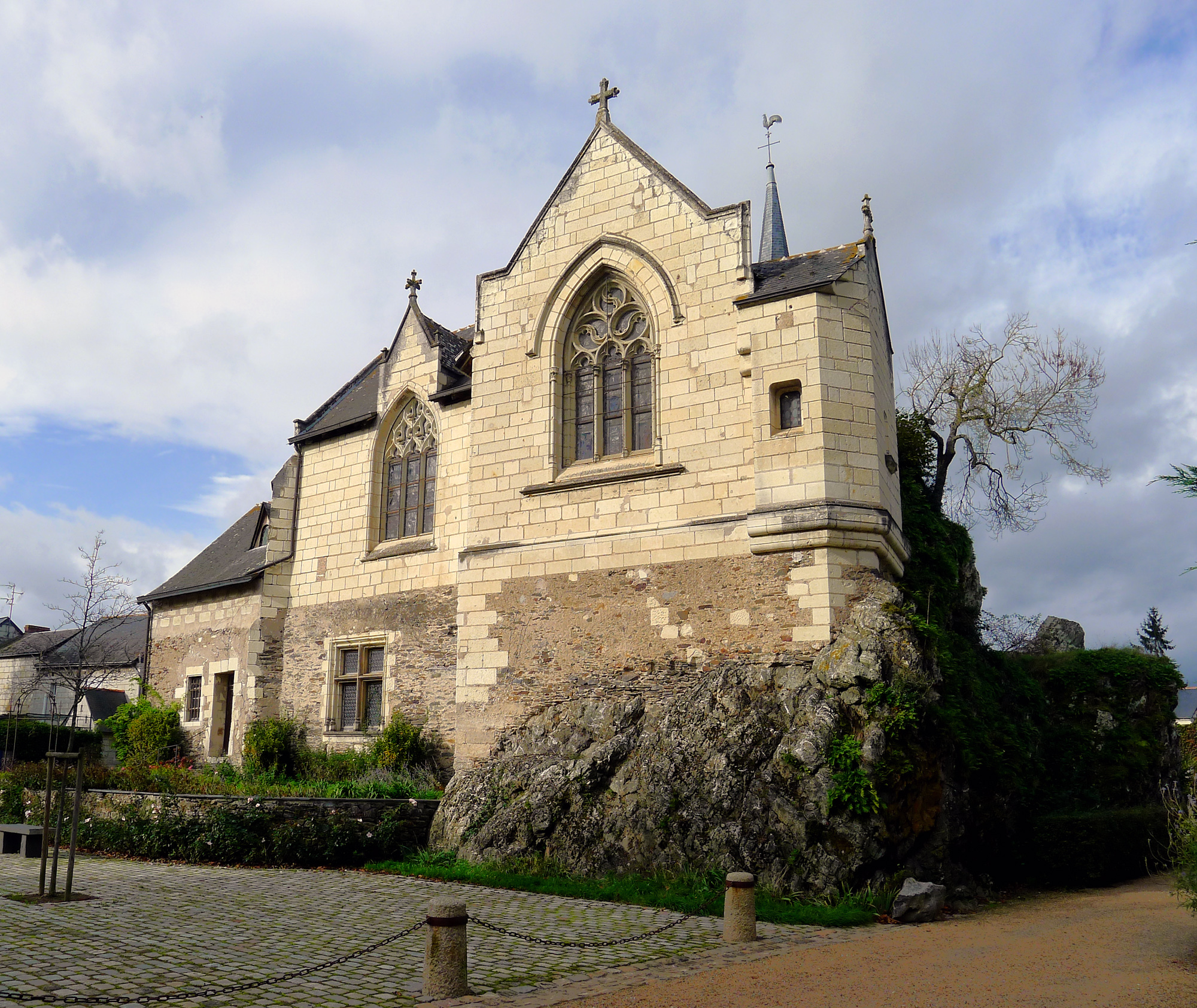
Vue sud-est.
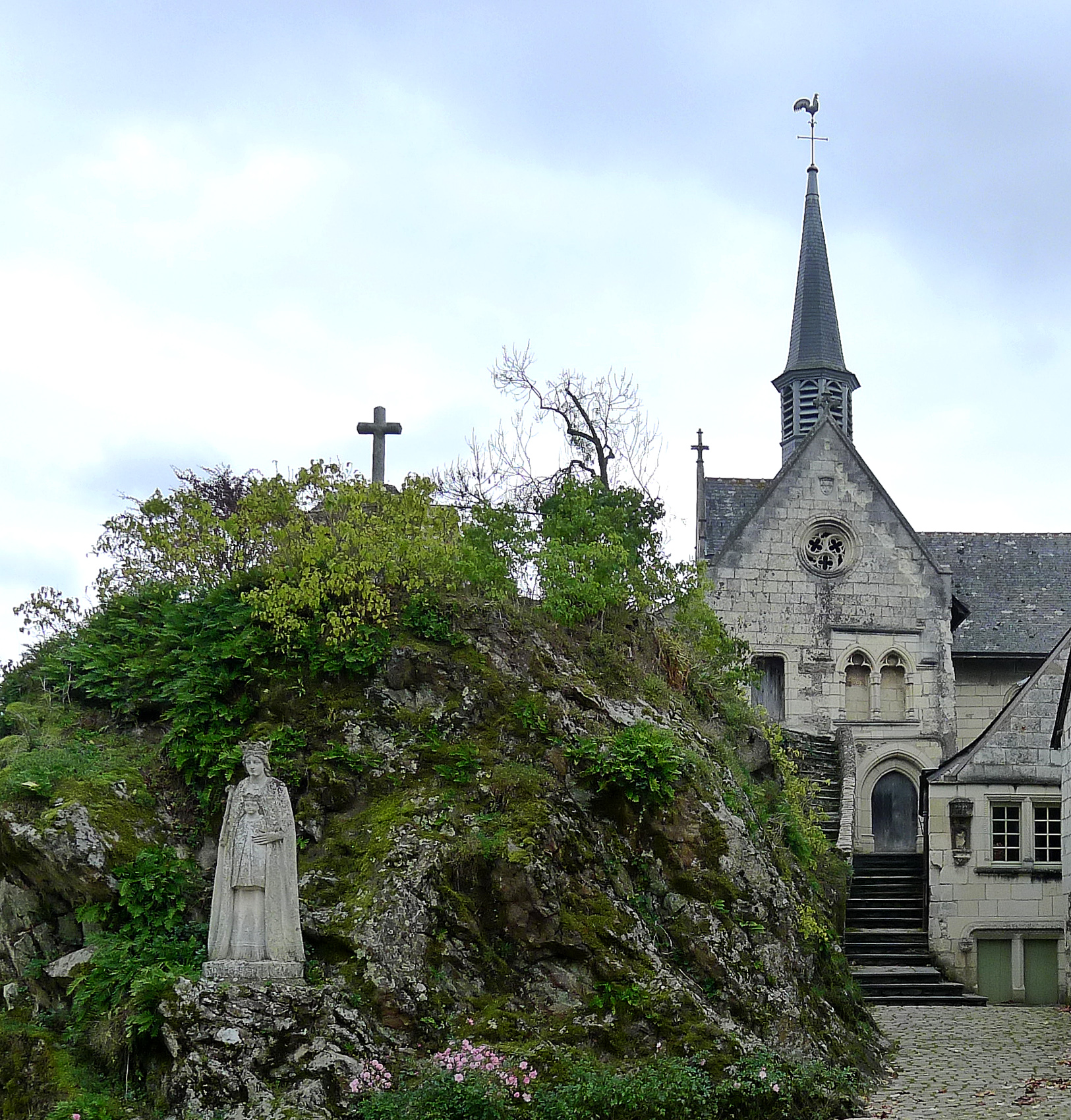
Vue nord.
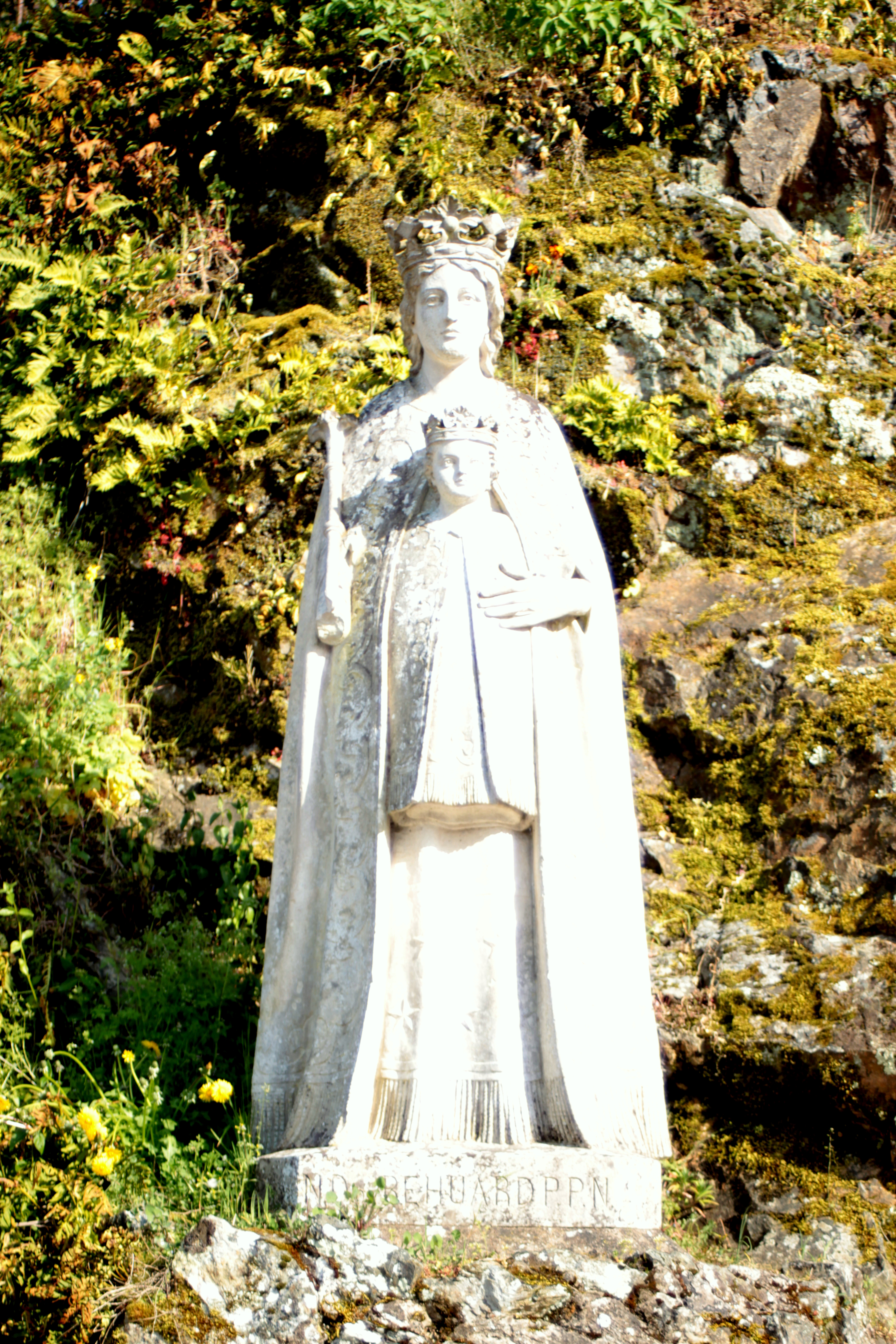
Notre-Dame de Béhuard, pointe nord du roc.

À l'intérieur, outre la nef, il y a un chœur sans abside qui s'ouvre à gauche sur une espèce de grotte, probablement la nef initiale, surmontée d'une mezzanine où se trouvent des stalles, un bénitier et un petit harmonium ou orgue. L'église possède plusieurs statues et des vitraux des XIXe et XXe siècles.

Architecture intérieure
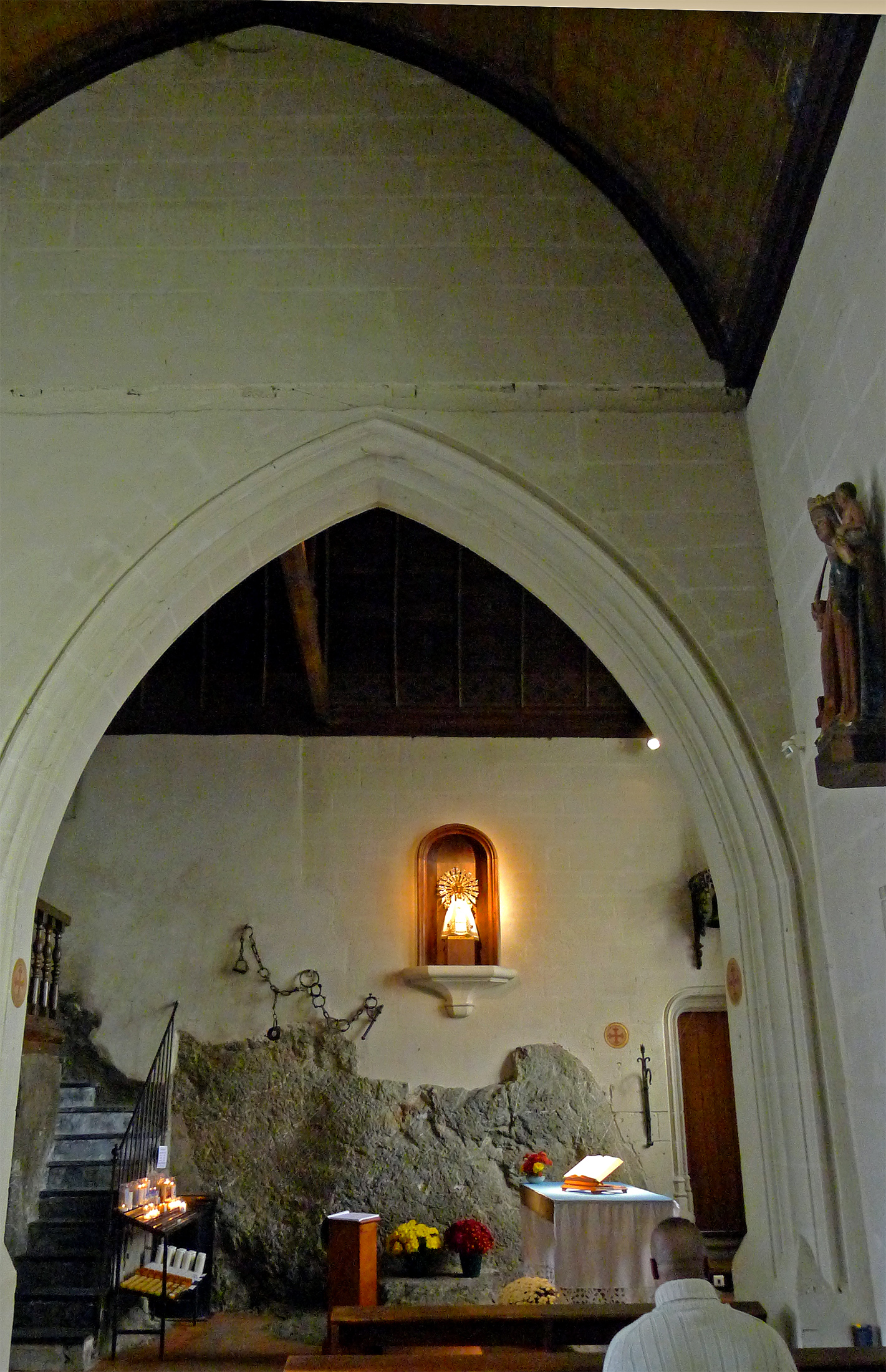
Nef.
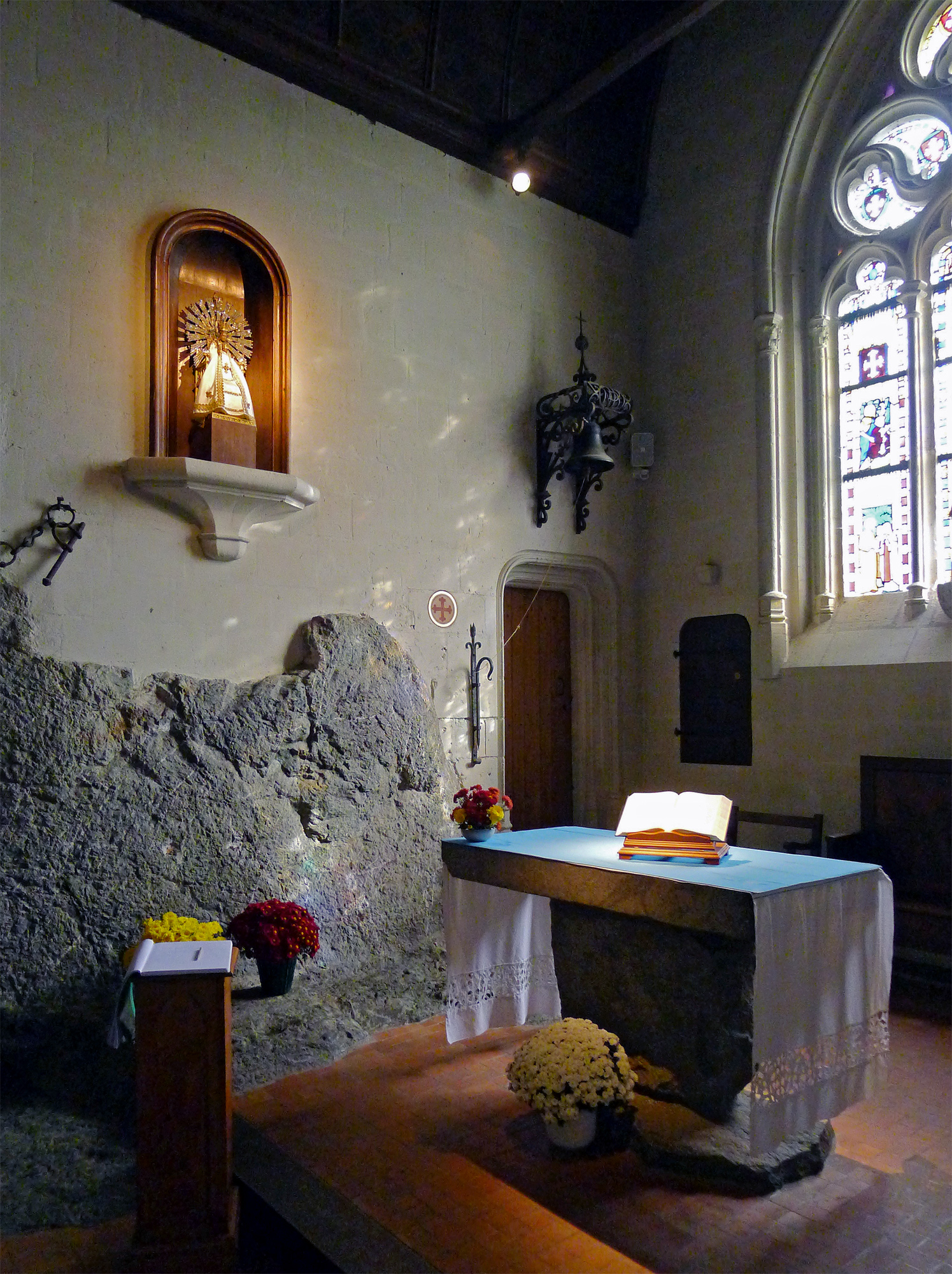
Chœur.
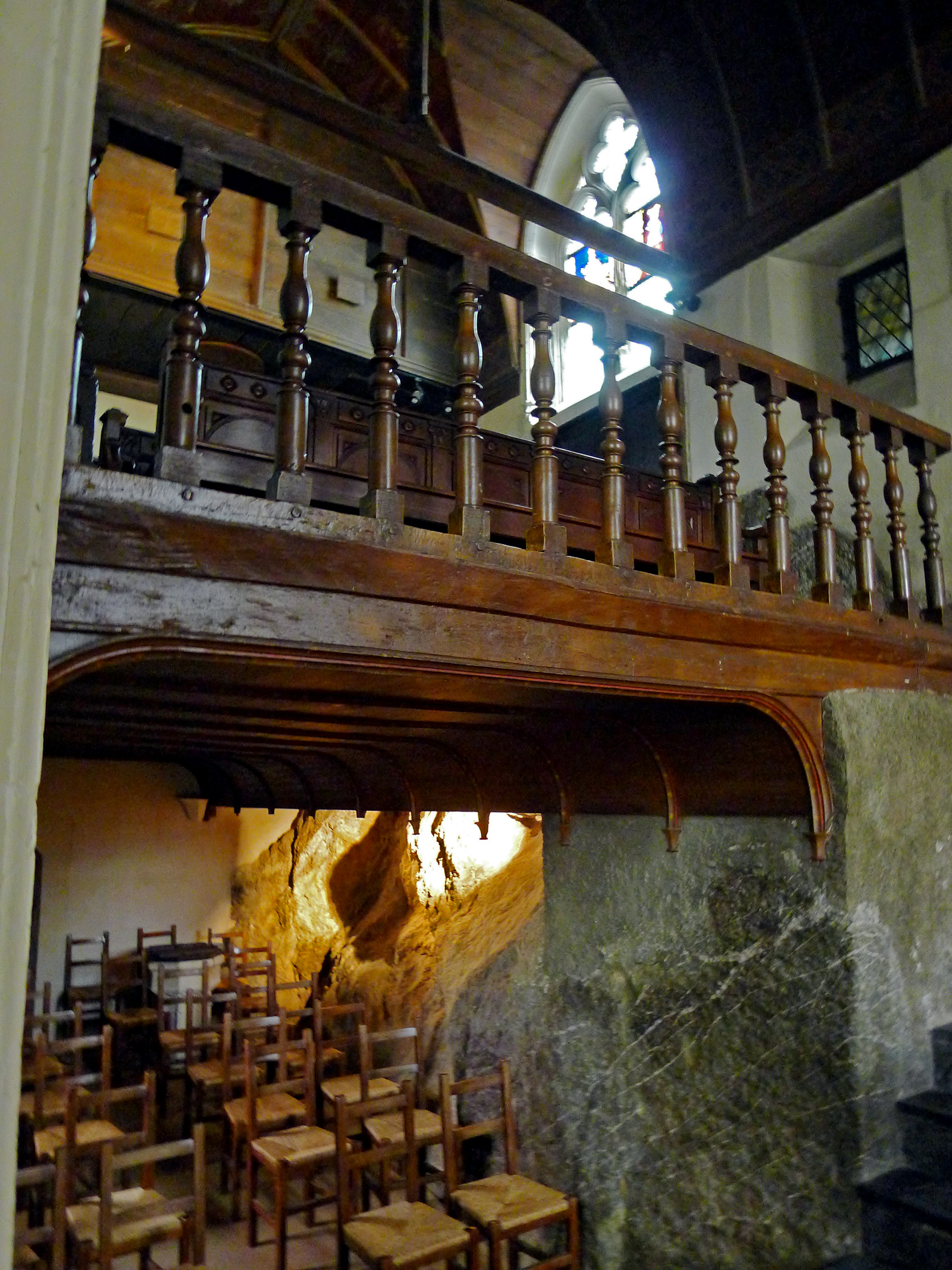
Grotte et mezzanine.

Mobilier et vitraux
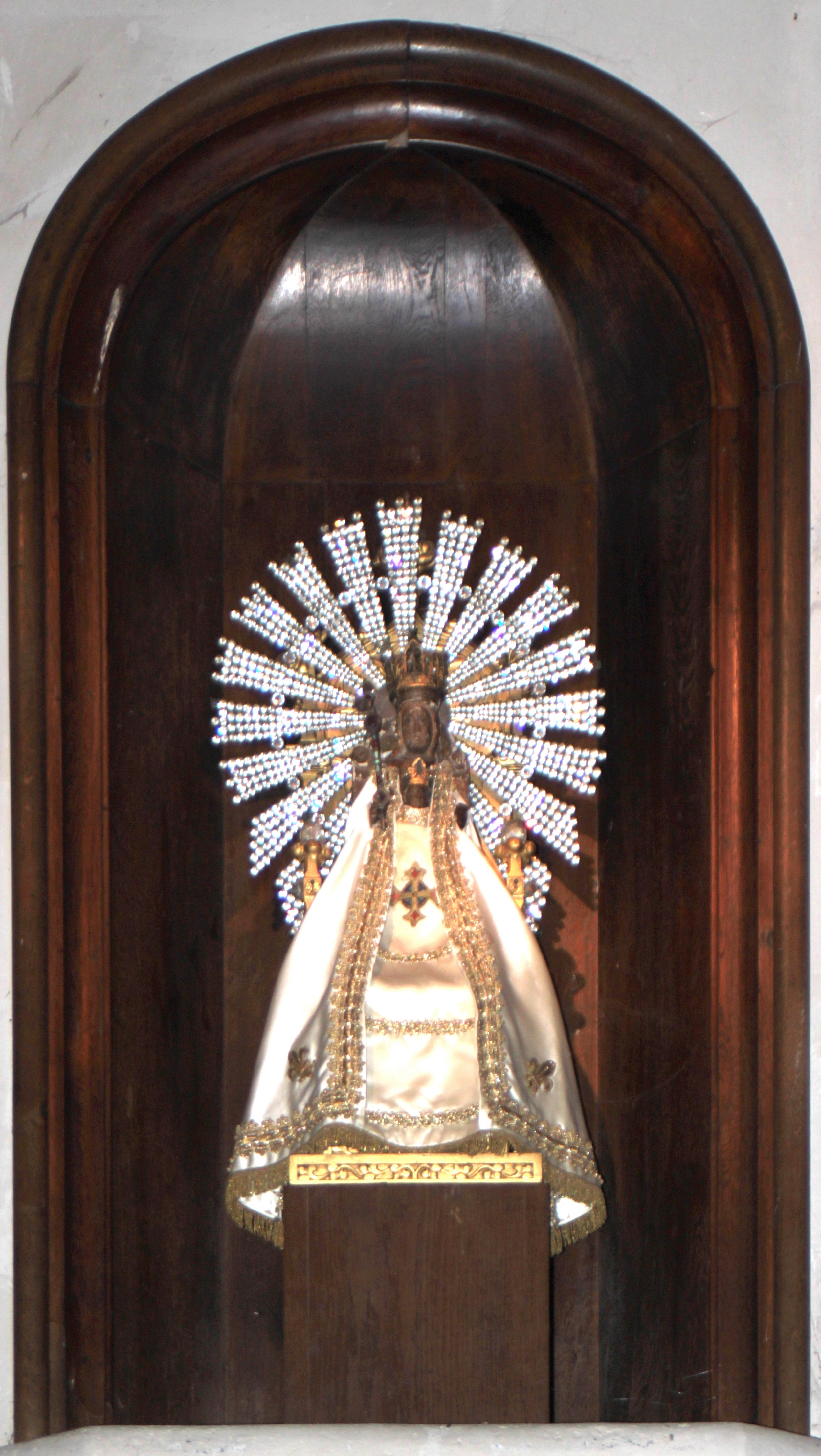
Notre-Dame de Béhuard.
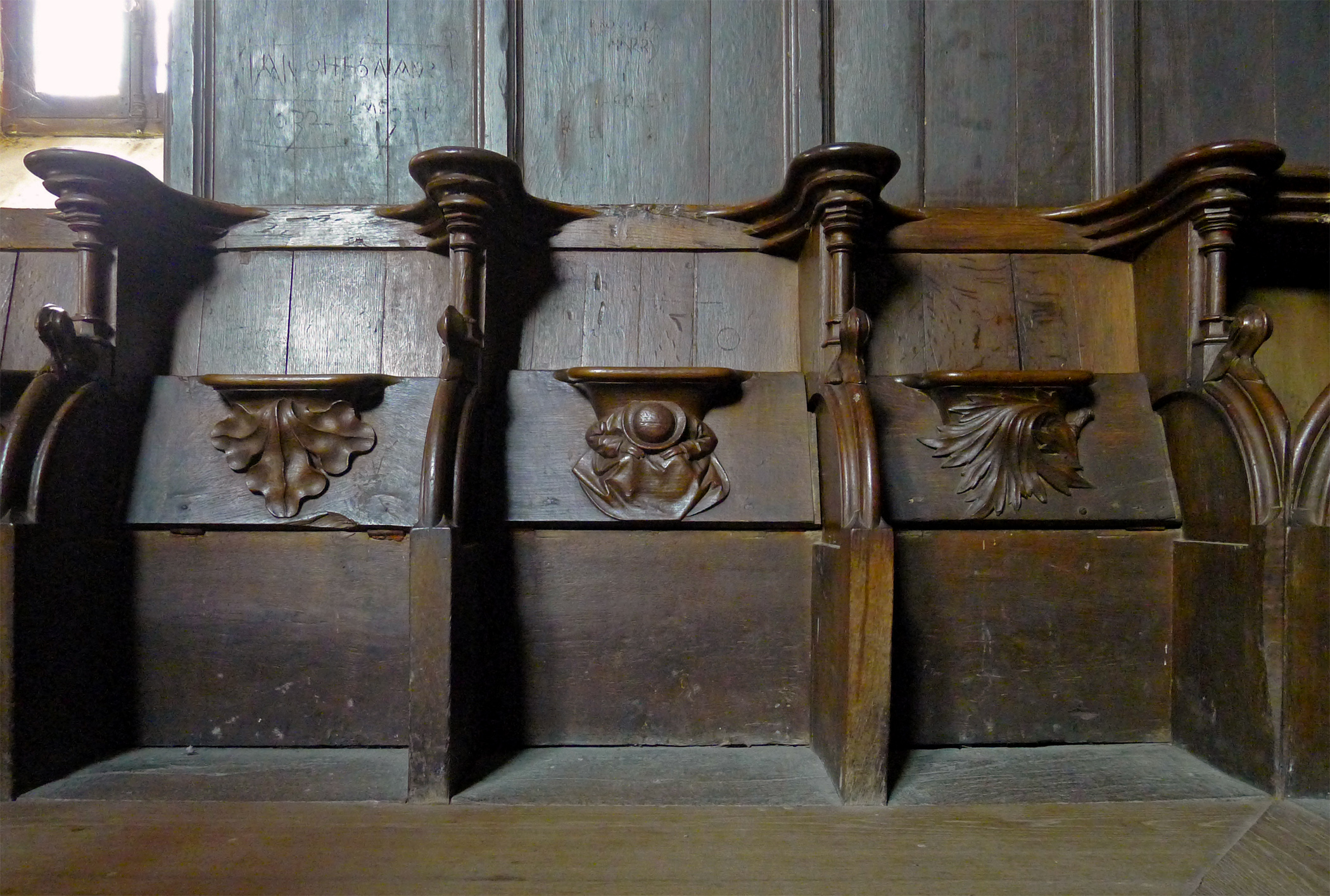
Stalles (sur la mezzanine).
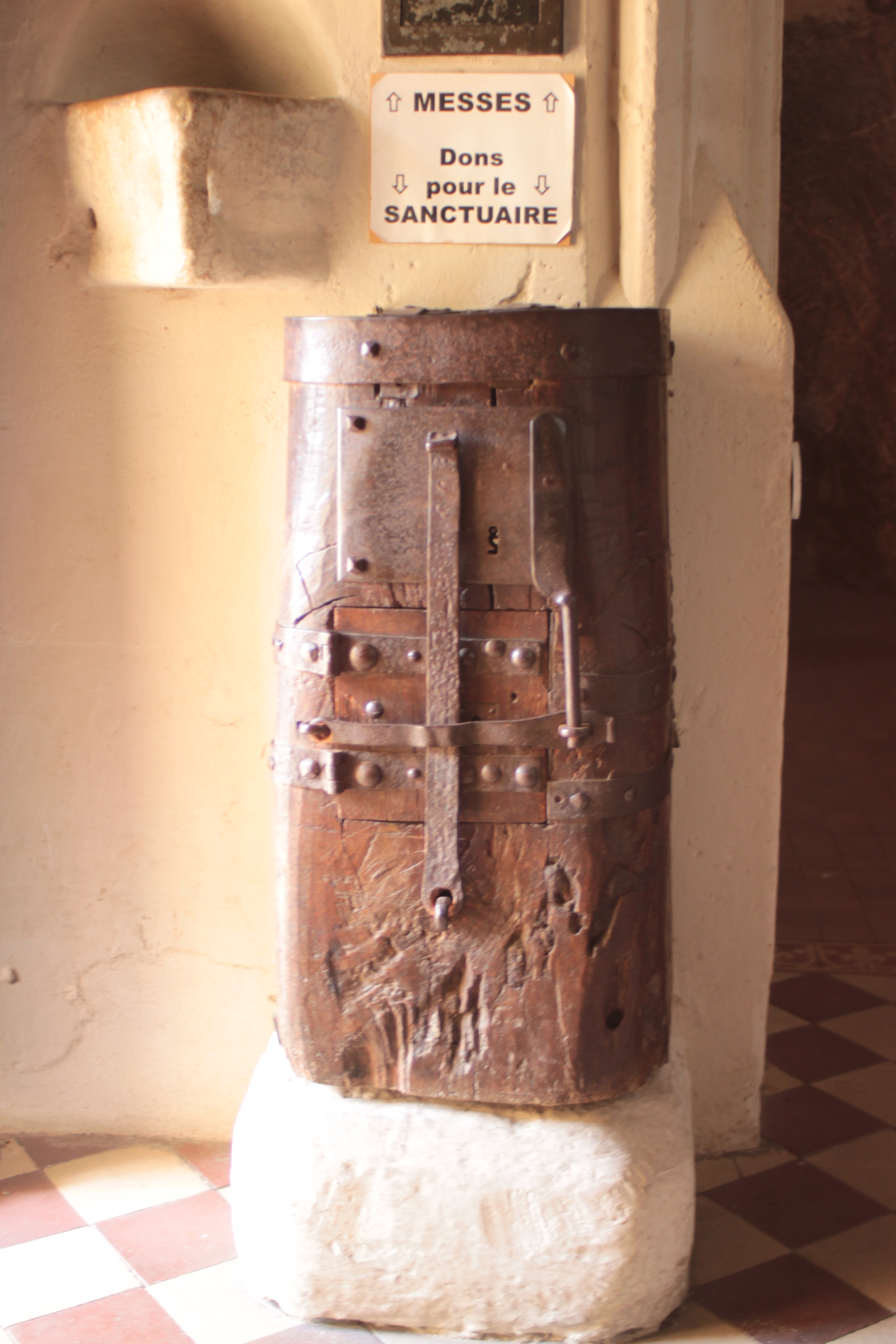
Tronc de l'église.
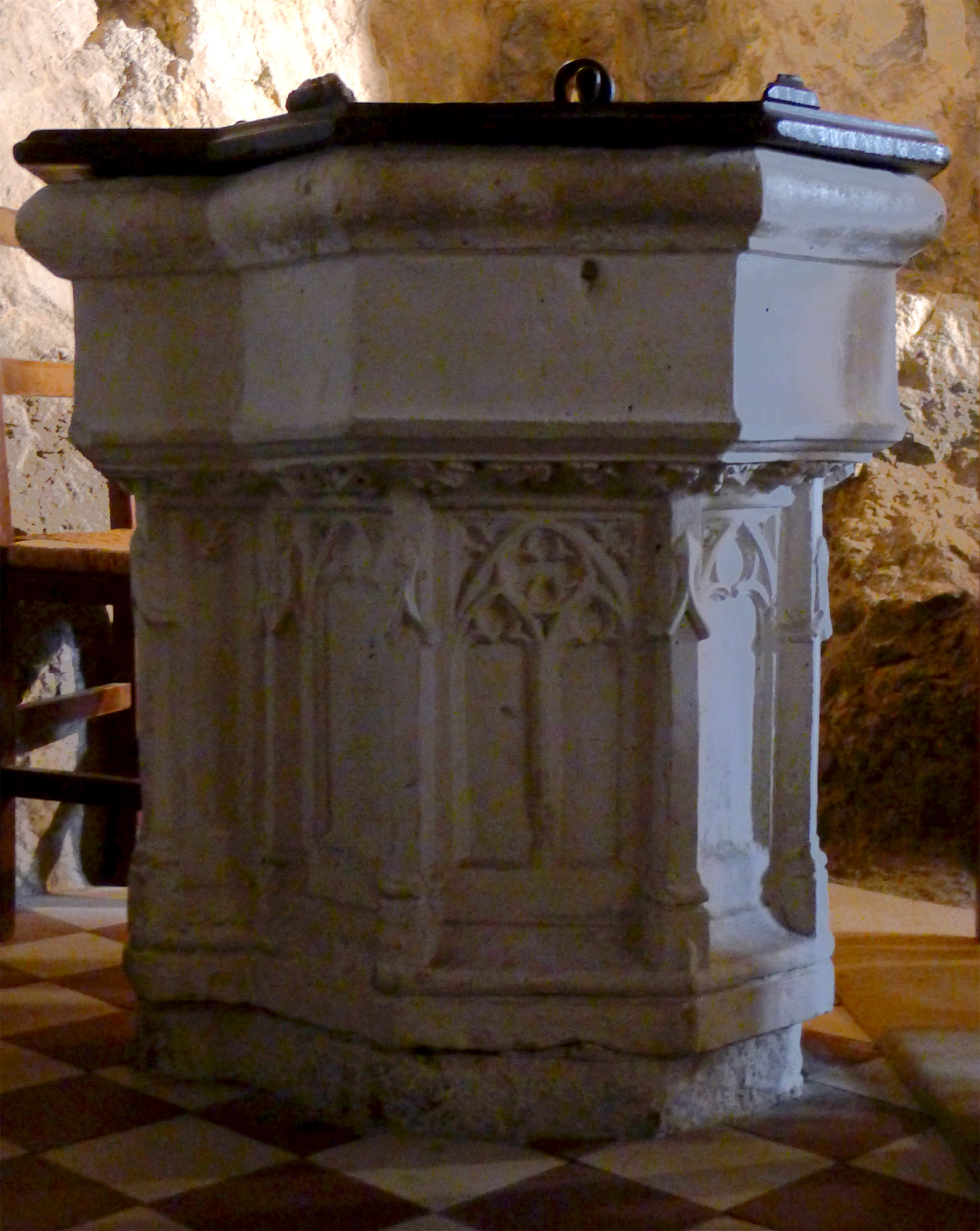
Bénitier (ou cuve baptismale).
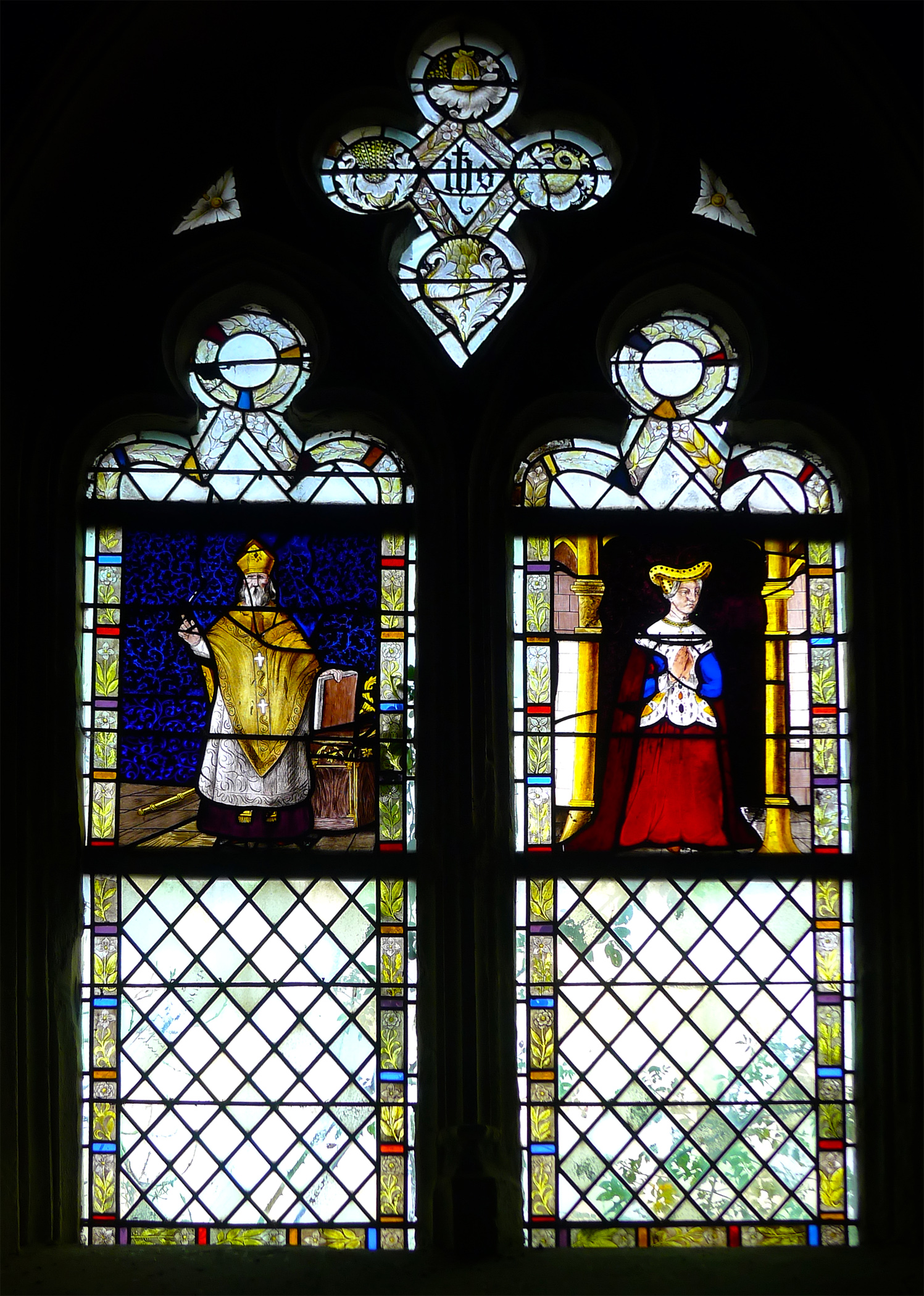
Vitrail (mezzanine).
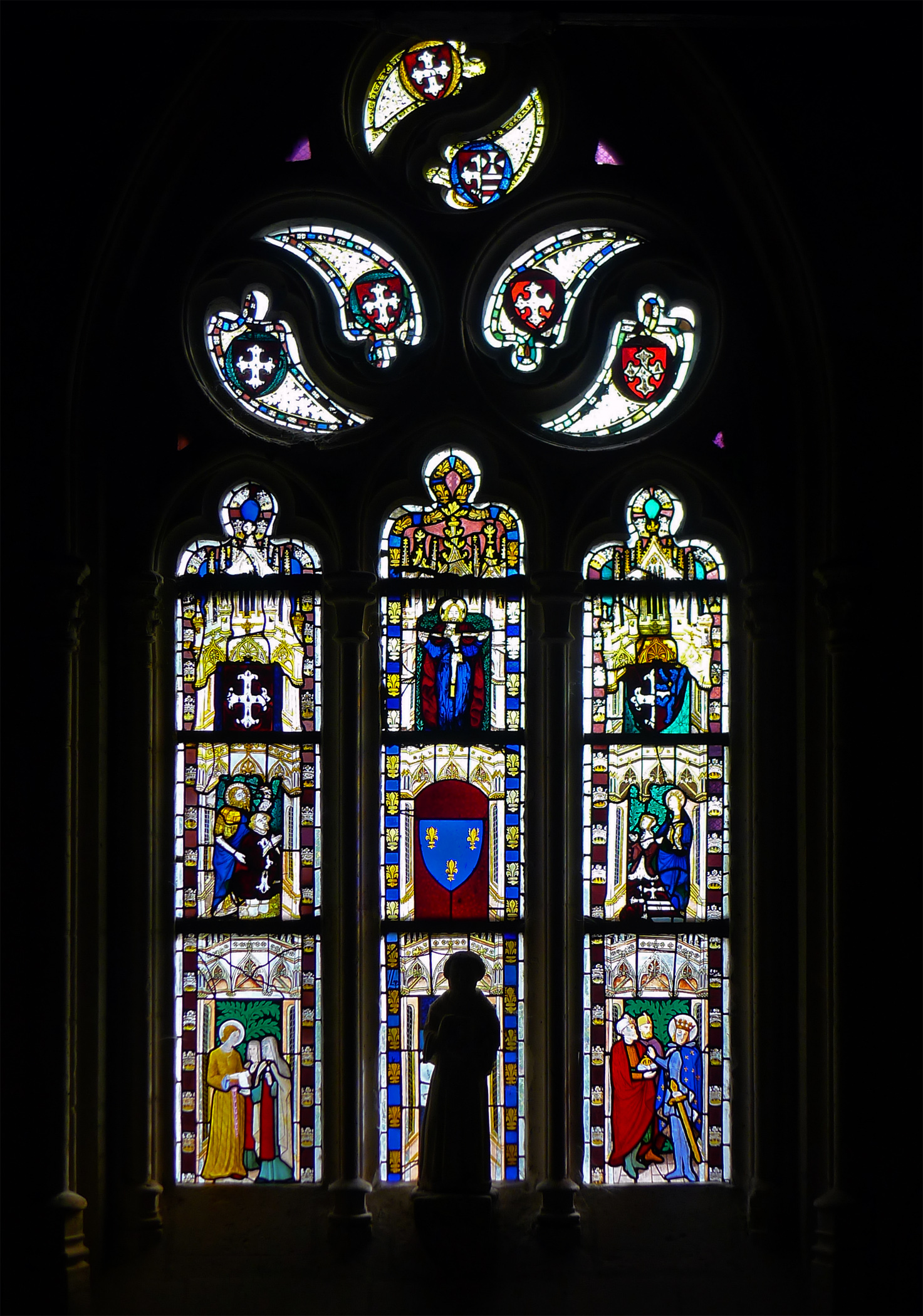
Vitrail (chœur).